# Dalherda
Dalherda ist ein Stadtteil von Gersfeld (Rhön) in der hessischen Rhön. Ehemals eigenständig, bezeichnet es sich als höchstgelegenes Dorf Hessens.

## Geographische Lage

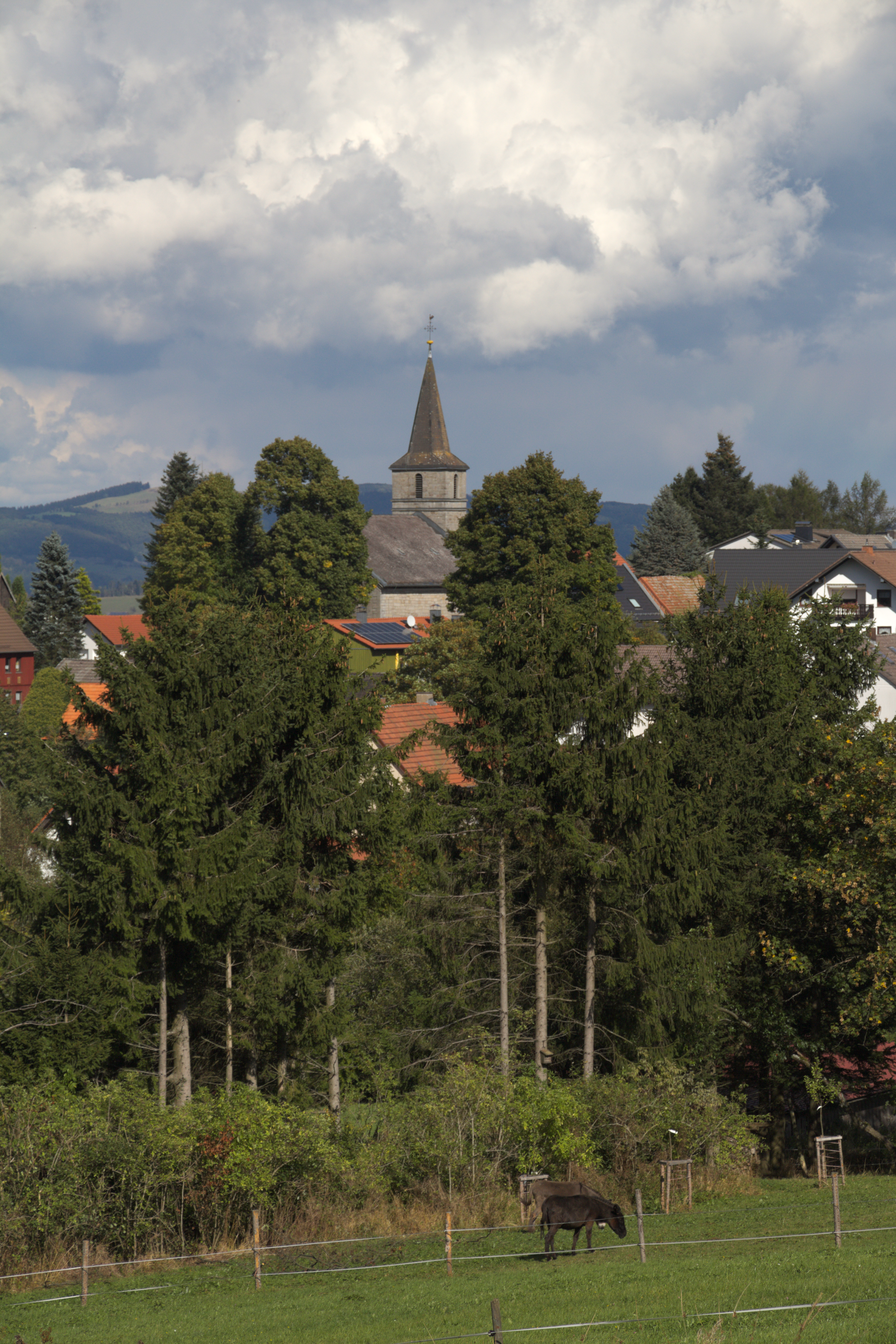
Blick auf Dalherda

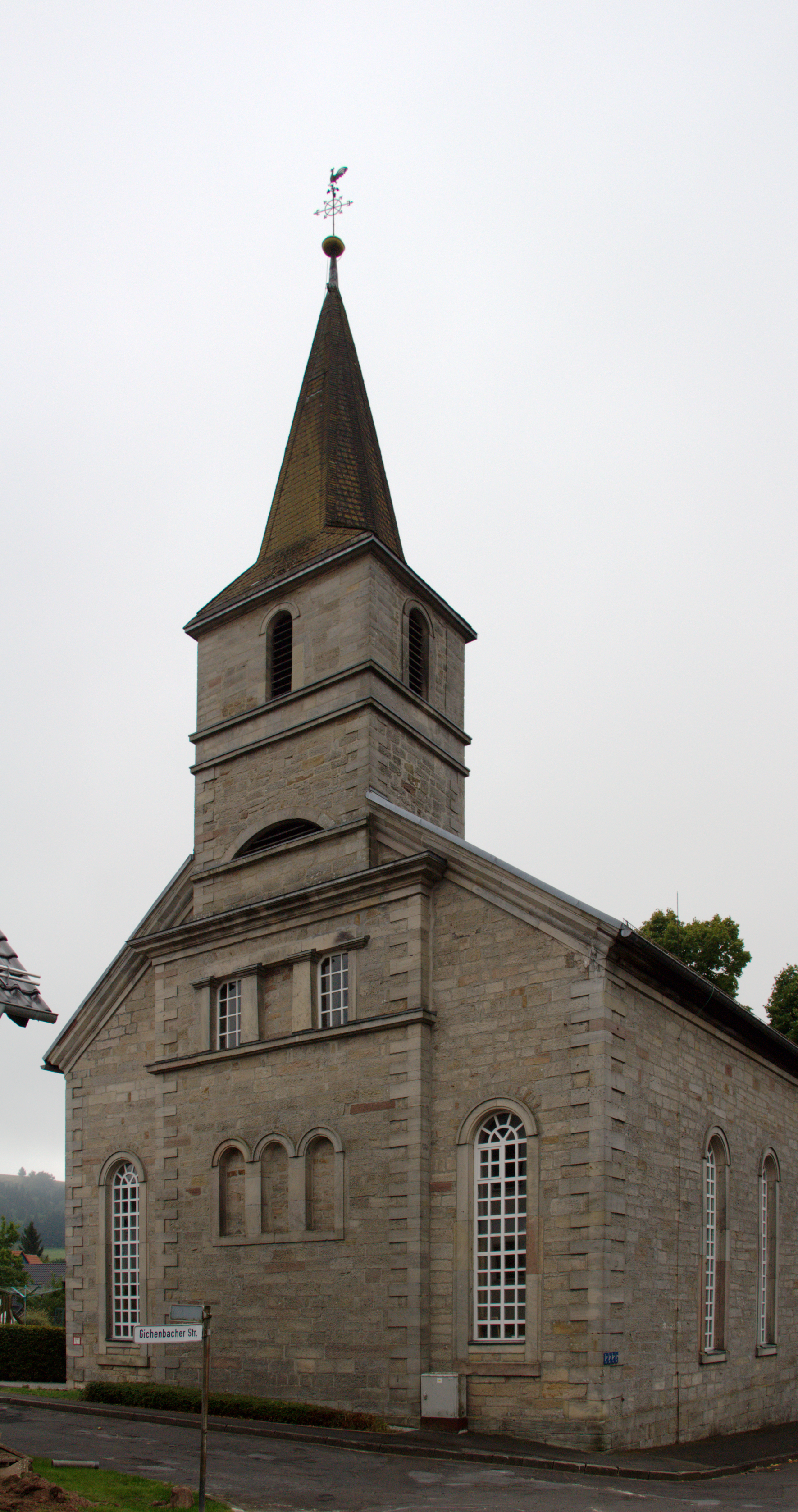
Die ev. Kirche

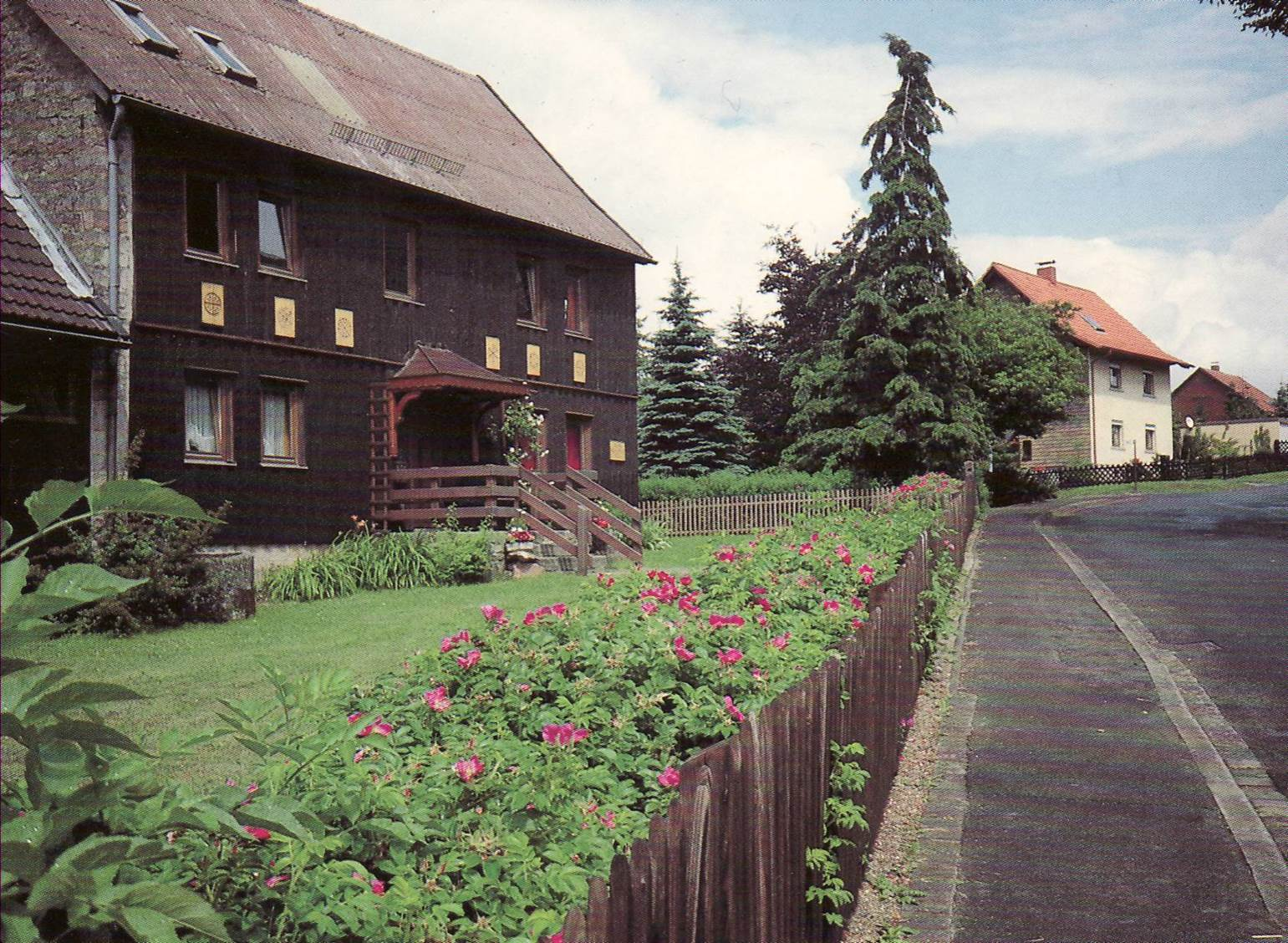
Das Hans-Asmussen-Haus

Dalherda liegt südwestlich der Kernstadt Gersfeld an der Landesgrenze zu Bayern am Nordhang der Dalherdakuppe und ist auf drei Seiten vom Truppenübungsplatz Wildflecken umschlossen.
Die Verkehrsanbindung ergibt sich nach Nordwesten durch die Kreisstraße K 68 Richtung Ebersburg und eine Ortsverbindungsstraße in Richtung Gersfeld über den nördlichen Nachbarort Gichenbach.
Siedlungsplätze innerhalb der Gemarkung:
- Bebelshaus (Hof)[3]
- Hauck (Hof)[4]
- Mottener Straße (Gehöftgruppe)[5]
- Schäfereis (Schäferei)[6]
- Schafheg (Gehöftgruppe)[7]

## Geschichte

### Ortsgeschichte
Im Jahr 1011 wurde im Kloster Fulda die Gemarkung „Tugilhubed“ vermerkt. Die älteste bekannte urkundliche Erwähnung Dalherdas datiert aus dem Jahr 1363 als „Tilherda“. Das Dorf war ein fuldisches Lehen des Geschlechts von Ebersberg Was die Namensherkunft anbelangt, ist die Ansicht zweigeteilt. Man vermutet einerseits, dass der Name von Herd (Vogelherd) an der Döllbach kommt. Andererseits könnte der Name auch vom möglicherweise ersten Gehöft, Dählerhof oder Thalhof genannt, herrühren.
Dalherda soll schon immer ein Ort für Zugezogene gewesen sein. So vermutet man, dass 1574 durch Julius Echter von Mespelbrunn, den Würzburger Fürstbischof, zwölf Tiroler Familien dort angesiedelt wurden. Das Dorf war wüst geworden. Auch Schweden hätten sich nach dem Dreißigjährigen Krieg niedergelassen. Das Gleiche gelte für Einwohner der damals zerstörten Dörfer Moor und Popperode. Reformation und Gegenreformation trafen aufeinander. Heute ist das Dorf überwiegend protestantisch.
Im Türkensteuerregister der Fürstabtei Fulda aus 1605 ist der Ort unter den Namen Dalherd, Dahlherdt und Thalherd mit 35 Familien erwähnt.
Aufgrund der Pest, die auch in der Rhön wütete, wurden die Bewohner ab 1613 in Dalherda begraben. 1703 wurde eine Kapelle erwähnt, der Bau der heutigen Kirche vollzog sich zwischen 1822 und 1825. Seitdem ist der Ort eine eigenständige Pfarrei. 1708 wurde eine Schule errichtet, die 1907 wegen der großen Anzahl an Kindern (im Jahr 1930 ~210 Schüler) neu gebaut wurde.
1715 wurde der Ort fuldisch. In den Jahren 1843 und 1881 wüteten Brände. Das Dorf verelendete. Um 1900 wurden 900 Einwohner gezählt.
In den Wintermonaten beschäftigten sich früher viele der Einwohner mit der Herstellung von Holzwaren (meist Holzschuhen, Kochlöffel und Bürstenwaren). Zum Verkauf zogen die Männer dann im Frühling zu Fuß mit vollbeladenen Karren bis an den Rhein, die Mosel und ins Elsass. Eine Besonderheit war die Abrichtung und Handaufzucht von Dompfaffen, einer Vogelart, die im Volksmund Blutfinken genannt wird und die Fähigkeit hat, die Melodie von kurzen Liedstücken selbständig mit einem flötenartigen reinen Ton zu pfeifen. Besonders am österreichischen Kaiserhof oder am Zarenhof in St. Petersburg waren die Dalherdaer Händler mit ihren Vogelkäfigen gerne gesehen. Für einen guten Vogel wurden bisweilen über 100 Goldmark bezahlt.
Seit 1935 wurden im Dritten Reich Vorkehrungen zum Bau des Truppenübungsplatzes Wildflecken getroffen. Am 1. April 1938 wurde der Ort Dalherda aufgelöst und ein Teil der Einwohner am Trätzhof bei Maberzell neu angesiedelt. Nach dem Ende des Zweiten Weltkriegs kehrten einige der ehemaligen Bewohner wieder nach Dalherda zurück und zwischen 1945 und 1950 wurden auch Heimatvertriebene und Flüchtlinge hier angesiedelt. Nachdem das Gebiet der Gemeinde dann von der Bundeswehr nicht mehr benötigt wurde, konnte es am 1. Juli 1965 vom Land Hessen erworben werden und die damaligen Bewohner hatten die Möglichkeit, ihre Häuser und die von ihnen bewirtschafteten Grundstücke zu kaufen.
Hessische Gebietsreform (1970–1977)
Zum 1. August 1972 wurde die bis dahin selbständige Gemeinde Dalherda im Zuge der Gebietsreform in Hessen kraft Landesgesetz in die Stadt Gersfeld eingemeindet. Für den Stadtteilteil Dalherda wurde, wie für die übrigen nach Gersfeld eingegliederten Gemeinden, ein Ortsbezirk eingerichtet.

### Verwaltungsgeschichte im Überblick
Die folgende Liste zeigt die Staaten und Verwaltungseinheiten, denen Dalherda angehört(e):
- vor 1803: Heiliges Römisches Reich, Fürstabtei Fulda, Amt Weyhers
- 1803–1806: Heiliges Römisches Reich, Fürstentum Nassau-Oranien-Fulda, Fürstentum Fulda,[Anm. 2] Amt Weyhers
- 1806–1810: Kaiserreich Frankreich,[Anm. 3] Fürstentum Fulda (Militärverwaltung)
- 1810–1813: Großherzogtum Frankfurt, Departement Fulda, Distrikt Brückenau
- ab 1814: Königreich Bayern, Amt Brückenau
- ab 1816: Königreich Bayern,[Anm. 4] Untermainkreis, Landgerichtsbezirk Brückenau
- ab 1838: Königreich Bayern, Kreis Unterfranken und Aschaffenburg, Landgerichtsbezirk Brückenau
- ab 1848: Königreich Bayern, Kreis Unterfranken und Aschaffenburg, Landgerichtsbezirk Hilders
- ab 1862: Königreich Bayern, Regierungsbezirk Unterfranken, Bezirksamt Gersfeld[Anm. 5]
- ab 1866: Norddeutscher Bund, Königreich Preußen,[Anm. 6] Provinz Hessen-Nassau, Regierungsbezirk Kassel, Kreis Gersfeld
- ab 1871: Deutsches Reich,[Anm. 7] Königreich Preußen, Provinz Hessen-Nassau, Regierungsbezirk Kassel, Kreis Gersfeld
- ab 1918: Deutsches Reich, Freistaat Preußen,[Anm. 8] Provinz Hessen-Nassau, Regierungsbezirk Kassel, Kreis Gersfeld
- ab 1932: Deutsches Reich, Freistaat Preußen, Provinz Hessen-Nassau, Regierungsbezirk Kassel, Landkreis Fulda
- ab 1944: Deutsches Reich, Freistaat Preußen, Provinz Kurhessen, Landkreis Fulda
- ab 1945: Amerikanische Besatzungszone,[Anm. 9] Groß-Hessen, Regierungsbezirk Kassel, Landkreis Fulda
- ab 1946: Amerikanische Besatzungszone, Hessen, Regierungsbezirk Kassel, Landkreis Fulda
- ab 1949: Bundesrepublik Deutschland, Hessen, Regierungsbezirk Kassel, Landkreis Fulda
- ab 1972: Bundesrepublik Deutschland, Hessen, Regierungsbezirk Kassel, Landkreis Fulda, Stadt Gersfeld

## Bevölkerung

### Einwohnerentwicklung
- 1812: 77 Feuerstellen, 504 Seelen[1]
- Eine deutliche Zunahme der Einwohnerzahl ergab sich nach der Grenzöffnung 1989.

| Dalherda: Einwohnerzahlen von 1812 bis 2020 | Dalherda: Einwohnerzahlen von 1812 bis 2020 | Dalherda: Einwohnerzahlen von 1812 bis 2020 | Dalherda: Einwohnerzahlen von 1812 bis 2020 | Dalherda: Einwohnerzahlen von 1812 bis 2020 |
| --- | ------------------------------------------- | ------------------------------------------- | ------------------------------------------- | ------------------------------------------- |
| Jahr |                                             |                                             |                                             | Einwohner                                   |
| 1812 | 1812                                        |                                             | 504                                         | 504                                         |
| 1834 | 1834                                        |                                             | 751                                         | 751                                         |
| 1840 | 1840                                        |                                             | 825                                         | 825                                         |
| 1846 | 1846                                        |                                             | 835                                         | 835                                         |
| 1852 | 1852                                        |                                             | 844                                         | 844                                         |
| 1858 | 1858                                        |                                             | 877                                         | 877                                         |
| 1864 | 1864                                        |                                             | 800                                         | 800                                         |
| 1871 | 1871                                        |                                             | 722                                         | 722                                         |
| 1875 | 1875                                        |                                             | 722                                         | 722                                         |
| 1885 | 1885                                        |                                             | 691                                         | 691                                         |
| 1895 | 1895                                        |                                             | 753                                         | 753                                         |
| 1905 | 1905                                        |                                             | 692                                         | 692                                         |
| 1910 | 1910                                        |                                             | 713                                         | 713                                         |
| 1925 | 1925                                        |                                             | 879                                         | 879                                         |
| 1939 | 1939                                        |                                             | 70                                          | 70                                          |
| 1946 | 1946                                        |                                             | 337                                         | 337                                         |
| 1950 | 1950                                        |                                             | 546                                         | 546                                         |
| 1956 | 1956                                        |                                             | 430                                         | 430                                         |
| 1961 | 1961                                        |                                             | 363                                         | 363                                         |
| 1967 | 1967                                        |                                             | 325                                         | 325                                         |
| 1970 | 1970                                        |                                             | 321                                         | 321                                         |
| 1980 | 1980                                        |                                             | ?                                           | ?                                           |
| 1990 | 1990                                        |                                             | ?                                           | ?                                           |
| 2000 | 2000                                        |                                             | 473                                         | 473                                         |
| 2005 | 2005                                        |                                             | 452                                         | 452                                         |
| 2010 | 2010                                        |                                             | 400                                         | 400                                         |
| 2011 | 2011                                        |                                             | 372                                         | 372                                         |
| 2015 | 2015                                        |                                             | 365                                         | 365                                         |
| 2020 | 2020                                        |                                             | 385                                         | 385                                         |
| Datenquelle: Historisches Gemeindeverzeichnis für Hessen: Die Bevölkerung der Gemeinden 1834 bis 1967. Wiesbaden: Hessisches Statistisches Landesamt, 1968. Weitere Quellen: bis 1970:; Nach 1970 Stadt Gersfeld:; Zensus 2011 |                                             |                                             |                                             |                                             |

### Einwohnerstruktur 2011
Nach den Erhebungen des Zensus 2011 lebten am Stichtag dem 9. Mai 2011 in Dalherda 372 Einwohner. Darunter waren 3 (0,8 %) Ausländer. Nach dem Lebensalter waren 66 Einwohner unter 18 Jahren, 162 zwischen 18 und 49, 78 zwischen 50 und 64 und 66 Einwohner waren älter. Die Einwohner lebten in 159 Haushalten. Davon waren 45 Singlehaushalte, 42 Paare ohne Kinder und 57 Paare mit Kindern, sowie 12 Alleinerziehende und 3 Wohngemeinschaften. In 27 Haushalten lebten ausschließlich Senioren und in 111 Haushaltungen lebten keine Senioren.

### Historische Religionszugehörigkeit
- 1885: 681 evangelische (= 89,6 %), 10 katholische (= 1,4 %), 91 jüdische (= 6,5 %) Einwohner[1]
- 1961: 247 evangelische (= 68,0 %), 110 katholische (= 30,3 %) Einwohner[1]

## Politik
Für Dalherda besteht ein Ortsbezirk (Gebiete der ehemaligen Gemeinde Dalherda) mit Ortsbeirat und Ortsvorsteher nach der Hessischen Gemeindeordnung. Der Ortsbeirat besteht aus drei Mitgliedern. Bei den Kommunalwahlen in Hessen 2021 betrug die Wahlbeteiligung zum Ortsbeirat 70,93 %. Es wurden gewählt: zwei Mitglieder der SPD und ein Mitglied der Liste „Bündnis für Gersfeld“ (BfG). Der Ortsbeirat wählte Ralf Zinn (SPD) zum Ortsvorsteher.